# غاري أوليفر
غاري أوليفر (بالإنجليزية: Gary Oliver)‏ (14 يوليو 1995 بغلاسكو في المملكة المتحدة - ) هو لاعب كرة قدم بريطاني في مركز الهجوم. شارك مع منتخب اسكتلندا تحت 19 سنة لكرة القدم. أما مع النوادي، فقد لعب مع كوين أوف ساوث وهارت أوف ميدلوثيان ونادي ستنهاوسموير.

## وصلات خارجية
- غاري أوليفر على موقع قاعدة بيانات كرة القدم.إي يو (الإنجليزية)
- غاري أوليفر على موقع Soccerbase.com (لاعب) (الإنجليزية)
- غاري أوليفر على موقع Soccerway.com (الإنجليزية)